# 惡靈古堡系列電影
《惡靈古堡》（英語：Resident Evil）是一系列改編自卡普空的同名恐怖遊戲系列的影視作品。

## 電影
| 《》                       | 2002年3月15日  | 保羅·W·S·安德森 | 保羅·W·S·安德森 | 伯納德·艾辛格、塞繆爾·哈迪達、傑瑞米·伯伊特                                 |
| 《惡靈古堡2：啟示錄》      | 2004年9月10日  | 亞歷山大·威特   | 保羅·W·S·安德森 | 傑瑞米·伯伊特、保羅·W·S·安德森、唐·卡莫迪                                   |
| 《惡靈古堡3：大滅絕》      | 2007年9月21日  | 拉塞爾·馬爾卡希 | 保羅·W·S·安德森 | 伯納德·艾辛格、塞繆爾·哈迪達、羅伯特·柯爾勒、傑瑞米·伯伊特、保羅·W·S·安德森 |
| 《惡靈古堡4：陰陽界》      | 2010年9月10日  | 保羅·W·S·安德森 | 保羅·W·S·安德森 | 傑瑞米·伯伊特、保羅·W·S·安德森、羅伯特·柯爾勒、伯納德·艾辛格、塞繆爾·哈迪達 |
| 《惡靈古堡5：天譴日》      | 2012年9月14日  | 保羅·W·S·安德森 | 保羅·W·S·安德森 | 傑瑞米·伯伊特、保羅·W·S·安德森、羅伯特·柯爾勒、唐·卡莫迪、塞繆爾·哈迪達     |
| 《惡靈古堡：最終章》       | 2017年1月27日  | 保羅·W·S·安德森 | 保羅·W·S·安德森 | 傑瑞米·伯伊特、保羅·W·S·安德森、羅伯特·柯爾勒、塞繆爾·哈迪達                |
| 重啟                       |                |                 |                 |                                                                             |
| 《惡靈古堡首部曲：拉昆市》 | 2021年11月24日 | 約翰尼斯·羅勃茲 | 約翰尼斯·羅勃茲 | 馬汀·摩斯茲柯屈茲、詹姆士·哈里斯、哈特利·戈倫斯坦、勞勃·柯爾勒              |

## 迴響

### 票房成績
| 電影                  | 美國上映日    | 票房收入    | 票房收入     | 票房收入     | 預算        | 參            |
| 電影                  | 美國上映日    | 北美        | 其他地區     | 全球         | 預算        | 參            |
| --------------------- | ------------- | ----------- | ------------ | ------------ | ----------- | ------------- |
| 《》                  | 2002年3月15日 | $40,119,709 | $63,667,692  | $103,787,401 | $33,000,000 | [ 2 ] [ 3 ]   |
| 《惡靈古堡2：啟示錄》 | 2004年9月10日 | $51,201,453 | $78,141,316  | $129,342,769 | $45,000,000 | [ 4 ]         |
| 《惡靈古堡3：大滅絕》 | 2007年9月21日 | $50,648,679 | $99,222,424  | $149,871,103 | $45,000,000 | [ 5 ] [ 6 ]   |
| 《惡靈古堡4：陰陽界》 | 2010年9月10日 | $60,128,566 | $240,099,518 | $300,228,084 | $60,000,000 | [ 7 ]         |
| 《惡靈古堡5：天譴日》 | 2012年9月14日 | $42,345,531 | $198,302,098 | $240,647,629 | $65,000,000 | [ 8 ] [ 9 ]   |
| 《惡靈古堡：最終章》  | 2017年1月27日 | $26,844,962 | $287,256,498 | $314,101,190 | $40,000,000 | [ 10 ] [ 11 ] |

### 評價
| 電影                  | 爛番茄           | Metacritic     | 影院評分 |
| --------------------- | ---------------- | -------------- | -------- |
| 《》                  | 35%（130篇評論） | 33（24篇評論） | B        |
| 《惡靈古堡2：啟示錄》 | 20%（133篇評論） | 35（26篇評論） | B        |
| 《惡靈古堡3：大滅絕》 | 24%（100篇評論） | 41（12篇評論） | B−       |
| 《惡靈古堡4：陰陽界》 | 22%（106篇評論） | 37（14篇評論） | B−       |
| 《惡靈古堡5：天譴日》 | 28%（74篇評論）  | 39（17篇評論） | C+       |
| 《惡靈古堡：最終章》  | 37%（101篇評論） | 49（19篇評論） | B        |

## 外部連結
- 互联网电影数据库（IMDb）上的资料（英文）
- 互联网电影数据库（IMDb）上《惡靈古堡2：啟示錄》的资料（英文）
- 互联网电影数据库（IMDb）上《惡靈古堡3：大滅絕》的资料（英文）
- 互联网电影数据库（IMDb）上《惡靈古堡4：陰陽界》的资料（英文）
- 互联网电影数据库（IMDb）上《惡靈古堡5：天譴日》的资料（英文）
- 互联网电影数据库（IMDb）上《惡靈古堡：最終章》的资料（英文）
- 互联网电影数据库（IMDb）上《惡靈古堡首部曲：拉昆市》的资料（英文）